# Gabriel Acacius Coussa
Gabriel Acacius Coussa BA (Alepo, 3 de agosto de 1897 - Roma, 29 de julho de 1962) foi um arcebispo católico melquita sírio, especialista em direito canônico e cardeal. Serviu como secretário da Congregação para as Igrejas Orientais e foi o primeiro católico oriental a preencher o cargo.

## Juventude
Gabriel Léon Coussa nasceu em Alepo, Síria, em 1897, filho de Rizcallah e Suzanne Coussa. Tinha dois irmãos: Georges e Nasri. Cursou o ensino primário e parte do secundário nas escolas franciscanas e jesuítas de Alepo. Entrou para a São Basílio dos Melquitas no Mosteiro de 'Saint-Georges Deir-es-Chir em 1911. Quando admitido no noviciado, em 1912, tomou o nome de Acácio. Ele foi então enviado à Universidade Santo Atanásio.
Coussa fez a profissão simples em 21 de novembro de 1914 na Igreja da Navicella. Durante a Primeira Grande Guerra, ele fugiu para a Suíça por ser cidadão turco. Passou dezoito meses no mosteiro beneditino de Einsiedeln, onde continuou seus estudos teológicos. Retornou para Roma em 9 de novembro de 1916 graças à intervenção da Santa Sé junto ao governo italiano. Ele continuou seus estudos na Pontifícia Universidade Urbaniana e residia no Pontifício Colégio Greco-Romano.
Fez sua profissão solene em 6 de julho de 1918 na Igreja da Navicella e recebeu as ordens menores. Em 11 de julho de 1920, recebeu o diaconato e, em 25 de dezembro seguinte, o presbiterado, por imposição das mãos de Dom Isaias Papadopoulos, bispo titular de Gracianópolis, assessor da Sagrada Congregação para a Igreja Oriental. Ele então obteve o doutorado em direito civil e canônico em 4 de novembro de 1922.

## Sacerdócio
Coussa serviu como diretor do Escolasticado Melquita em Beirute de 1921 a 1925. Ele foi então escolhido como assistente geral de sua ordem, cargo que ocupou de 19 de dezembro de 1925 a 20 de maio de 1934. Enquanto nesse papel, ele também atuou como superior do Mosteiro de Deir-es-Chir em 1929.
No final de 1929, ele partiu para Roma, onde foi delegado da hierarquia melquita na comissão para os estudos preparatórios para a codificação do direito canônico oriental. Enquanto em Roma, ele também assumiu o cargo de professor de direito canônico no Pontifício Ateneu Romano de 1932 a 1936. Começou a servir como assistente da Pontifícia Comissão para a Preparação do Direito Canônico Oriental em 21 de março de 1933; quando a comissão foi encarregada da redação do Código de Direito Canônico Oriental, ele se tornou seu secretário, em 16 de julho de 1935. De 1936 a 1953, serviu como professor do Código Latino de Direito Canônico no Pontifício Instituto Utriusque Iuris, Roma. Em 3 de março de 1946, ele foi nomeado secretário de interpretação do Código de Direito Canônico para a Cúria Romana e, em 15 de janeiro de 1953, assessor da Sagrada Congregação para a Igreja Oriental.
Em 26 de fevereiro de 1961, foi nomeado arcebispo titular de Hierápolis da Síria dos Greco-Melquitas. Recebeu a sagração episcopal em 16 de abril seguinte, na Capela Sistina, das mãos do Papa João XXIII. Foram co-consagrantes: Dom Giovanni Mele, bispo de Lungro dos Ítalo-Albaneses; Dom Giuseppe PerniciSaro, bispo titular de Arbano, auxiliar e vigário-geral do administrador apostólico de Piana dos Albaneses; pelo arquimandrita Dom Théodore Minisci, hegúmeno do Mosteiro Greco-Italiano de Grottaferratta; e pelo arquimandrita Dom Ambroise Kassis, superior geral da Ordem Basiliana de Alepo. Seu lema episcopal foi: Misericordiam et veritatem diligit Dominus. Ele foi então nomeado pró-secretário da Congregação para as Igrejas Orientais em 4 de agosto de 1961.
Foi criado cardeal-presbítero no consistório de 19 de março de 1962, preconizado com o título cardinalício de Santo Atanásio. Foi nomeado secretário da Congregação para as Igrejas Orientais, sendo o primeiro católico oriental a servir como líder da congregação. Seu mandato, no entanto, foi curto. Coussa faleceu inesperadamente no Hospital Salvator Mundi, em Roma, de peritonite causada por apendicite, em 29 de julho de 1962, na abertura do Concílio Vaticano II. Seu cadáver foi sepultado temporariamente na cripta da capela da Congregação para a Propagação da Fé, próximo ao do cardeal Pietro Fumasoni Biondi, no cemitério de Campo Verano. Seus restos mortais foram finalmente transferidos para a Igreja de Santo Atanásio, seu título cardinalício, em maio de 1963.